# Exo Next Door
Exo Next Door (en hangul, 우리 옆집에 엑소가 산다; romanización revisada, Uri Yeobjibe Eksoga Sanda; literalmente, «Exo vive al lado de mi casa») es una serie web protagonizada por Moon Ga-young y los integrantes del grupo masculino Exo. Se emitió por Naver TV Cast desde el 9 de abril hasta el 28 de mayo de 2015 los martes y jueves a las 22:00.

## Sinopsis
Ji Yeon-hee (Moon Ga-young) es una joven de 23 años sumamente tímida e introvertida, sin experiencia en citas y que tiende a sonrojarse al hablar con personas que le atraen. Un día, cuatro jóvenes se mudan a la casa contigua a la de Yeon-hee, y para su sorpresa, resultan ser Chanyeol (Park Chan-yeol), D.O. (Do Kyung-soo), Baekhyun (Byun Baek-hyun) y Sehun (Oh Se-hun), miembros de su grupo favorito de chicos, EXO. El grupo busca pasar desapercibido por un tiempo y contratan a Yeonhee para hacer la limpieza a tiempo parcial durante las vacaciones de invierno. En ese proceso, Yeonhee descubre que Chanyeol es en realidad su amigo de la infancia y su antiguo amor platónico, «Chan», además de ser nieto del dueño de la casa. A medida que la historia avanza, Yeonhee se encuentra enredada en un triángulo amoroso entre Chanyeol y D.O.

## Elenco

### Principal
- Moon Ga-young como Lee Yeon-hee
  - Han Seo-ji como Yeon-hee (joven)
- Park Chan-yeol como él mismo
  - Jung Jae-hyuk como Chan-yeol (joven)
- Do Kyung-soo como él mismo
- Byun Baek-hyun como él mismo
- Oh Se-hun como él mismo

### Secundario
- Jang Yoo-sang como Ji Kwang-soo
- Kim Jong-in como él mismo
- Kim Jun-myeon como él mismo
- Kim Min-seok como él mismo
- Zhang Yixing como él mismo
- Kim Jong-dae como él mismo
- Huang Zitao como él mismo
- Kim Hee-jung como la madre de Yeon-hee
- Jeon Soo-jin como Ga-eun
- Yoon Joo-sang como el abuelo de Chan-yeol
- Jung Si-hyun como Min-hwan

## Banda sonora
| N.º | Título        | Intérprete | Duración |  |
| 1.  | «Beautiful»   | Baekhyun   | 3:44     |  |
| 2.  | «Sweet Dream» | Jamong     | 3:56     |  |